# Wortelprikkeling
Wortelprikkeling is in de neurologie het verschijnsel dat een segmentale zenuw prikkelingsverschijnselen vertoont op de plek waar hij uit het ruggenmergskanaal treedt. Dit is vaak, maar niet altijd, het gevolg van een rughernia. Wortelprikkeling wordt bijvoorbeeld vastgesteld door het uitvoeren van de proef van Lasègue, en het opmerken van uitstralende pijn bij persen of hoesten, of van het teken van Kernig of het teken van Brudzinski. Bij meningeale prikkeling zijn een heleboel wortels tegelijk geprikkeld. Bij een rughernia meestal maar een of twee.